# RTP3
RTP3 (англ. Receptor transporter protein 3) – білок, який кодується однойменним геном, розташованим у людей на 3-й хромосомі. Довжина поліпептидного ланцюга білка становить 232 амінокислот, а молекулярна маса — 27 031.
| 10         |  | 20         |  | 30         |  | 40         |  | 50         |
| ---------- |  | ---------- |  | ---------- |  | ---------- |  | ---------- |
| MAGDTEVWKQ |  | MFQELMREVK |  | PWHRWTLRPD |  | KGLLPNVLKP |  | GWMQYQQWTF |
| ARFQCSSCSR |  | NWASAQVLVL |  | FHMNWSEEKS |  | RGQVKMRVFT |  | QRCKKCPQPL |
| FEDPEFTQEN |  | ISRILKNLVF |  | RILKKCYRGR |  | FQLIEEVPMI |  | KDISLEGPHN |
| SDNCEACLQG |  | FCAGPIQVTS |  | LPPSQTPRVH |  | SIYKVEEVVK |  | PWASGENVYS |
| YACQNHICRN |  | LSIFCCCVIL |  | IVIVVIVVKT |  | AI         |  |            |

A: Аланін

C: Цистеїн

D: Аспарагінова кислота

E: Глутамінова кислота

F: Фенілаланін

G: Гліцин

H: Гістидин

I: Ізолейцин

K: Лізин

L: Лейцин

M: Метіонін

N: Аспарагін

P: Пролін

Q: Глутамін

R: Аргінін

S: Серин

T: Треонін

V: Валін

W: Триптофан

Локалізований у мембрані.